# 日曜市
日曜市（にちよういち）は、高知県高知市追手筋で行われる街路市の名称。

## 概要
元禄3年（1690年）以来、300年以上の歴史を持つ。年始とよさこい祭り期間（8月10～12日）を除く毎週日曜日開催される。午前6時頃から午後3時頃まで、高知の城下追手筋の全長約1kmにわたって、約300店が軒を並べる。野菜や果物、乾物や寿司、金物や打ち刃物、植木などが売られており、1日に約17000人が訪れる生活市である。

## 歴史
この街路市の起源が一体どれくらい前なのかを正確にたどるのは難しい。一説によれば、1689年（元禄3年）に制定された藩法「元禄大定目」の中に街路市が開設日と場所が定められていることから、少なくとも300年以上の歴史があることになる。
しかし当時は現在のような曜日制ではなく日を定めた日切市であり蓮池町と朝倉町などで開催されていた。日切市から現在のような曜日制に変わったのは、官庁が太陽暦を採用し日曜休日、土曜半休となった1886年（明治9年）になってからで、これと同時に蓮池町と朝倉町での市がなくなり、本町で開催されることとなった。
このように明治以降現在のような形となった日曜市だが、1901年（明治34年）頃より移転が協議され始めることとなる。この問題の直接の引き金としては土佐電気鉄道株式会社により、本町が位置している道路に今も使用されている電車軌道の許可を受けたことによるものと考えられ、1904年（明治37年）に土陽新聞に帯屋町市場開設広告が出されたことで一応の決着をすることとなる。
帯屋町は現在では高知市で一番大きな商店街と認識されているが、この移転がなされた当時は北側がほとんど病院で占められており、商店は南側に発展途上であった。幅員は現在と変わらない11mであったが人通りはまばらで、とても商店街とは呼びがたい状況であったと言われている。そこで移転先を探す日曜市と強力な集客力が欲しい帯屋町の思惑が重なったのである。そしてこの思惑は非常に成果をあげることとなった。帯屋町の商店の売り上げは飛躍的に伸びることとなり、日曜日の売り上げが他の6日間とほぼ同一であったといわれているほどである。
次第に帯屋町は商店数が増加していき、それに伴い規模も拡大していった。さらには娯楽施設も大正末期に完成し、戦後焼け野原になった帯屋町の復興を経て、1946年（昭和21年）頃から、次第に現在と同じ帯屋町から一本北を通っている追手筋へと日曜市は移り、2年後の1948年（昭和23年）には完全に定着することとなった。その後も1960年（昭和35年）頃から市に対する移転、廃止運動がおこるが、街路市の支持者の熱心な働きかけなどにより運動は白紙に戻され現在に至っている。

## 最寄駅
- JR四国土讃線 高知駅徒歩10分
- とさでん交通駅前線 蓮池町通停留場徒歩1分

## リンク
- 土佐の街路市「日曜市」ポータルサイト
- よさこいネット
- 土佐の日曜市（街路市）（高知市ホームページ）